# Lactarius olympianus
Lactarius olympianus é um fungo que pertence ao gênero de cogumelos Lactarius na ordem Russulales. Seu píleo mede 6 a 12 cm de diâmetro e é amplamente convexo, tornando-o quase em forma de funil. É encontrado nas Montanhas Rochosas e no noroeste do Pacífico.